# Ketterij

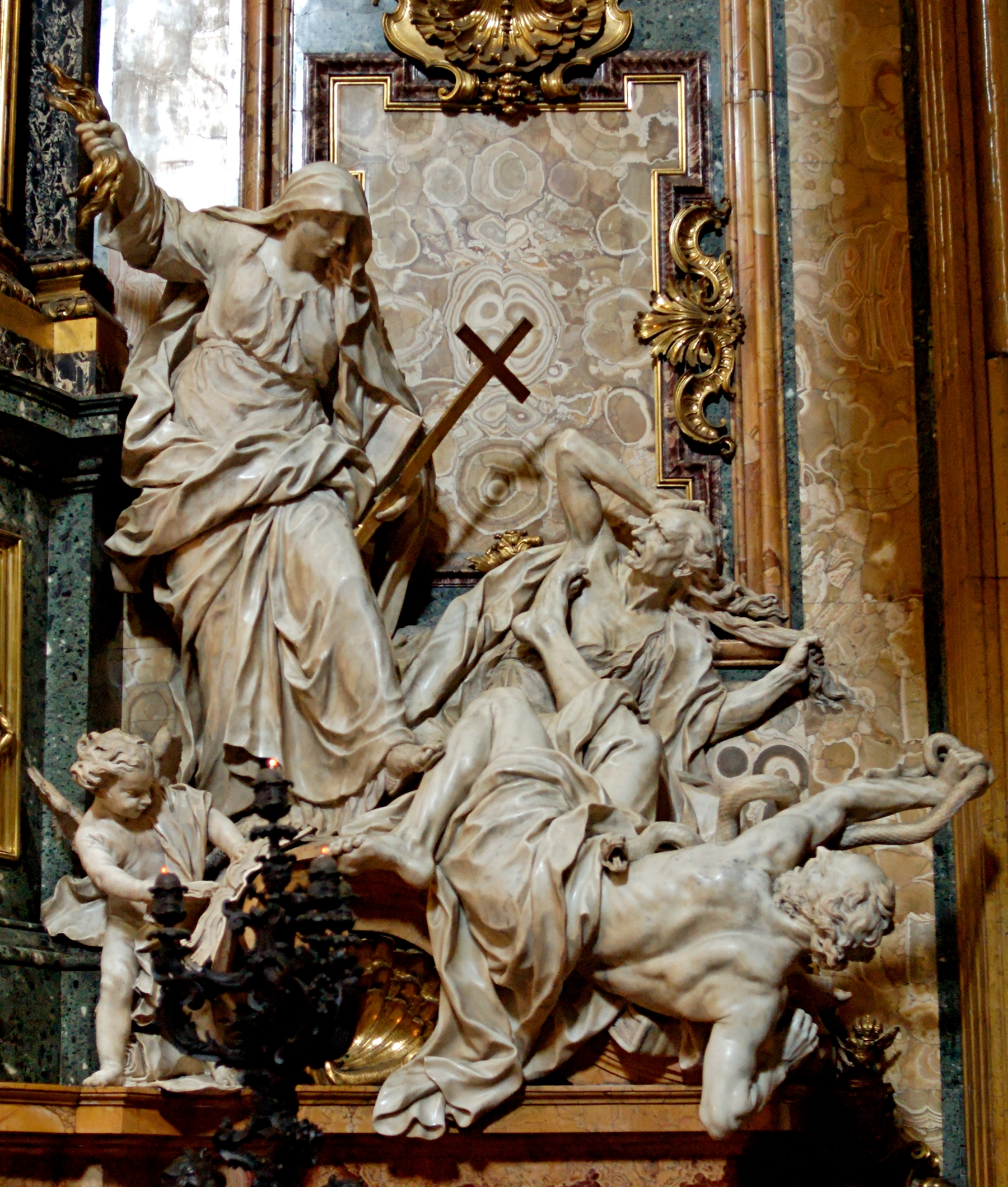
Religie verslaat ketterij en haat
(Pierre Legros 1695-1699)

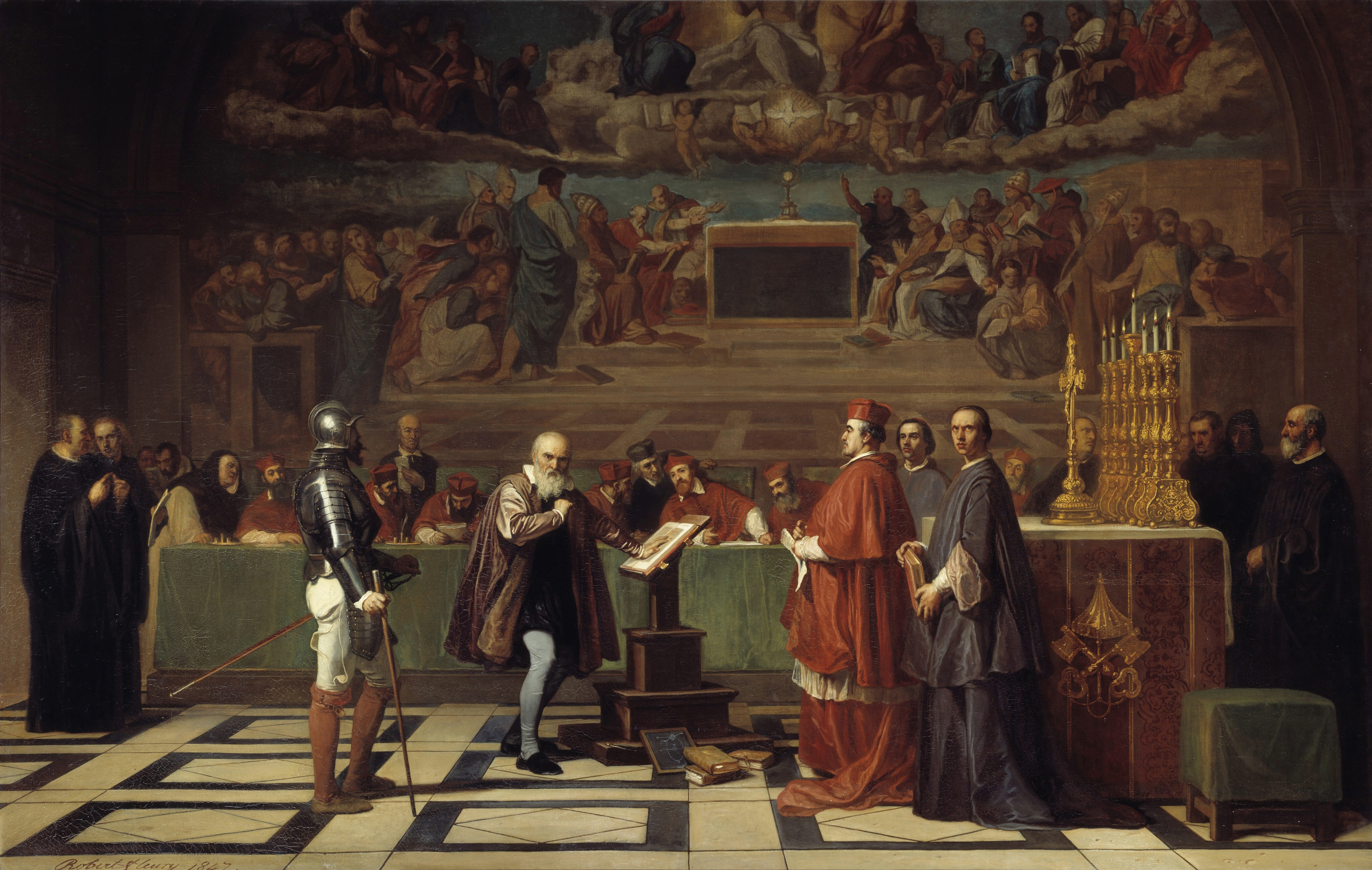
Galileo Galilei veroordeeld voor ketterij

Ketterij, heresie of dwaalleer is een welbewuste en opzettelijke afwijking van wat in een bepaalde geloofsgemeenschap of geloof- of kerkleer wordt beschouwd als behorend tot de fundamentele geloofsleer. Wie deze afwijking aanhangt, is voor de anderen een ketter.
Het begrip kan ook figuurlijk worden gebruikt als een uiting of leer in de filosofie, de politiek, de wetenschap of de kunsten verschilt van wat algemeen als gezaghebbend wordt aanvaard.
Opgemerkt moet worden dat ketterij en de beleving ervan onderhevig is aan tijdsgeest. In het verleden werd ketterij gezien als een aantasting van de bestaande orde, met het gevaar voor opstand en totale chaos als gevolg.

## Etymologie

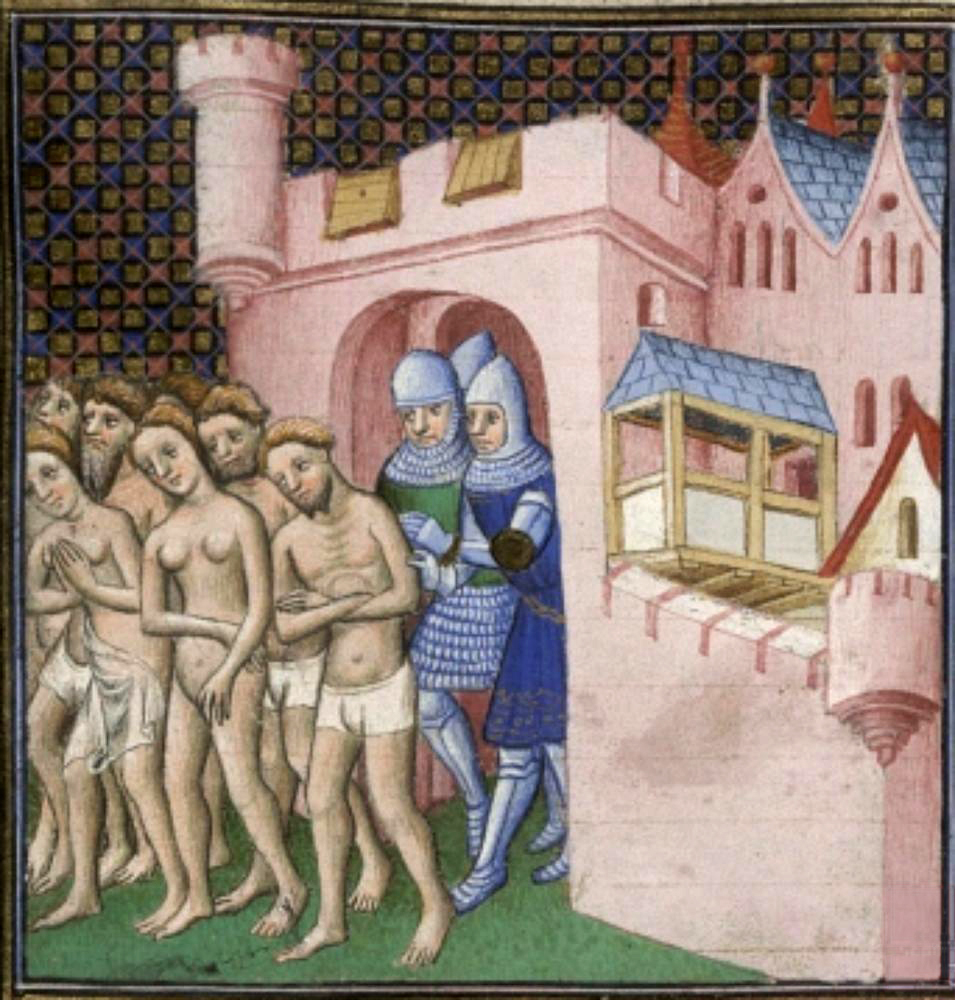
Katharen werden in 1209 verbannen uit Carcassonne

Tijdens de middeleeuwen ontstond pas de uitdrukking ketter, maar het concept is ouder. De uitdrukking gaat terug op de strijd tegen de Katharen (van het Griekse καθαροί, katharoi, "de zuiveren") in Zuidoost-Frankrijk.
Aan de basis van het concept ketterij ligt het Griekse αἵρεσις, hairesis, dat is afgeleid van αἱρέω, haireō dat "grijpen", "kiezen" of "overtuigen" betekent. αἵρεσις betekent dan ook letterlijk "greep", "keuze" of "overtuiging" en duidde in bredere zin een filosofische leer of school aan, waarin de gedachte opgesloten ligt dat deze is afgescheiden van een andere school, is gebaseerd op de autoriteit van een bepaalde leraar of een specifieke doctrine en het gesloten karakter hiervan. Flavius Josephus noemde de essenen en farizeeën αἵρεσις. In het Nieuwe Testament van de Bijbel wordt het woord op dezelfde manier gebruikt om de sadduceeën en farizeeën aan te duiden (Handelingen 5:17; 15:5; 26:5). Ook de vroege christelijke kerk werd met deze term aangeduid (Handelingen 24:5, 14; 28:22).
Dezelfde term (αἵρεσις) wordt in het Nieuwe Testament ook gebruikt in negatieve zin, namelijk als een schisma binnen de (enige ware) kerk (Galaten 5:20; 1 Korintiërs 11:18,19). 2 Petrus 2:1 zegt dat deze αἵρεσις binnen de kerk ingevoerd zou (kunnen) worden en dat de kerk daarmee zelf een αἵρεσις zou worden. Deze αἵρεσις is nog altijd een sterke bedreiging in de periode van de kerkvaders, maar Ignatius en Justinus gebruiken de term nog redelijk technisch, hoewel er een vijandigheid in doorklinkt jegens filosofische scholen, joodse sekten en vooral gnostische gemeenschappen. Origenes is de eerste die het verschil tussen de kerk en αἵρεσις opgeeft als hij de verschillen binnen de christelijke kerk vergelijkt met die in de geneeskunde en filosofie. Vanaf dit negatieve gebruik is de term αἵρεσις de basis voor het woord heresie, dat "ketterij" betekent.
Het Latijnse secta was een synoniem voor het Griekse αἵρεσις en had een neutrale betekenis. Later ontwikkelde dit woord zich tot sekte. Heresie wordt tegenwoordig meer als synoniem voor ketterij beschouwd dan voor sekte.
Ten tijde van de inquisitie werd ketterij ook wel aangeduid met het woord lutherije of lutherye. Deze term werdt gebruikt voor alle afwijkingen van de Katholieke leer.

## Beginnend christendom, vorming van de Kerk
In de veelheid en verscheidenheid van sekten die zich na de dood van de apostelen ontwikkelden, groeide er gedurende de daaropvolgende eeuwen een hoofdstroming, die eigen ecclesiastische structuren kende. Vanwege deze structuren wordt ook gesproken over het begrip de vroege kerk. Deze kerkelijke structuren uit de Oudheid namen na de eerste concilies aanspraak op de titel orthodoxie, Grieks voor juiste leer. Zowel de Oosters-orthodoxe Kerken als de Katholieke Kerk zien in deze ontwikkeling van de orthodoxie een ononderbroken lijn vanaf Christus en de apostelen, hetgeen zij apostolische successie noemen. Vanuit deze veronderstelde apostolische successie rechtvaardigen zij hun autoriteit over de christelijke Kerk.
Diegenen die door hen als heterodox of ketters worden bestempeld, bestrijden soms hun aanspraak van de Kerk op de titel orthodox, maar leggen zich ook dikwijls neer bij dit taalgebruik, zonder daarom met hun indeling van wie orthodox is of wie niet akkoord te gaan.

## Ontstaan van ketterij

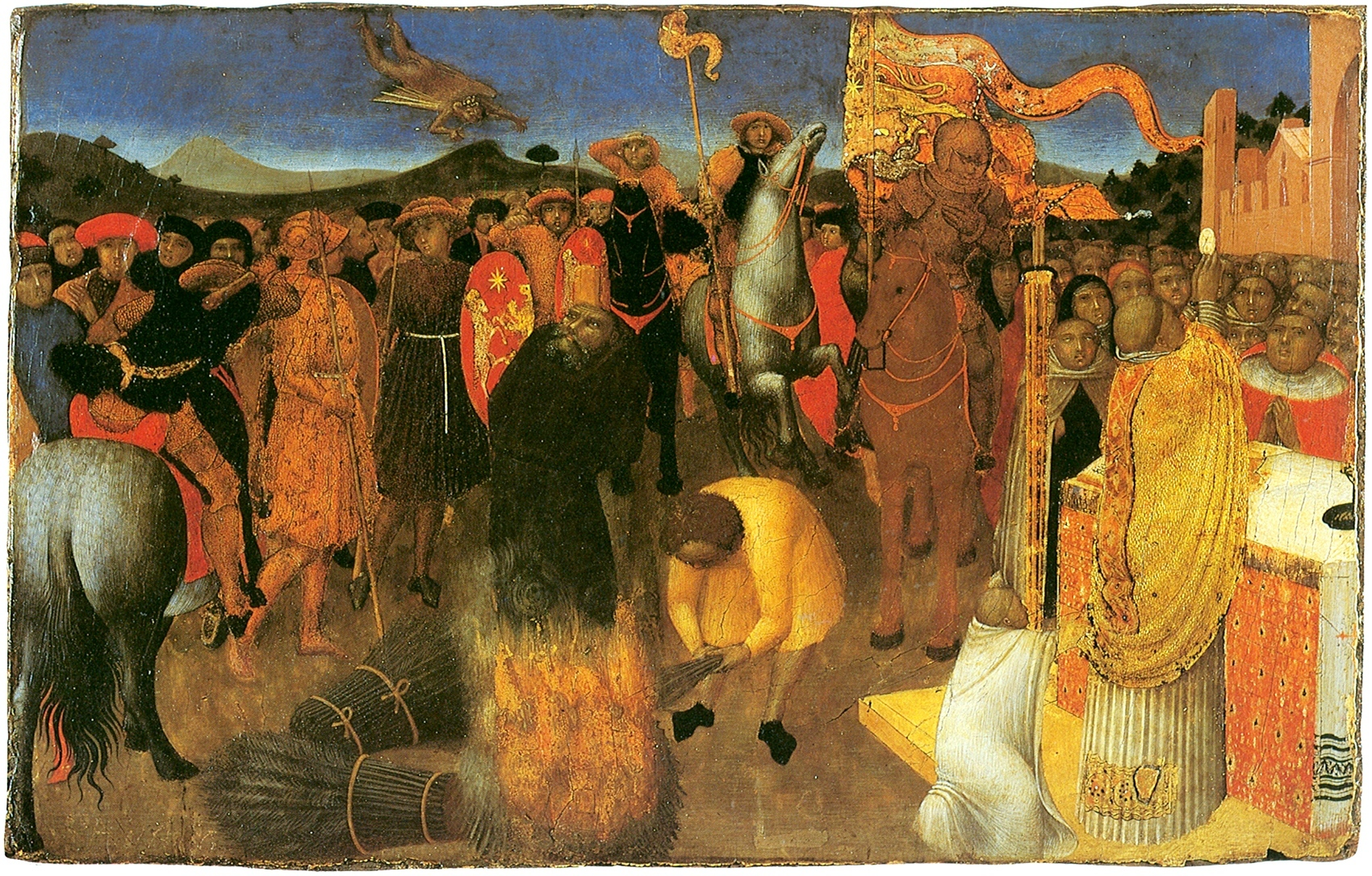
Verbranding van een ketter
(Il Sassetta 1430-1432)

Volgens de Kerk uit de Oudheid ontstonden ketterijen toen Hellenistische syncretistische levensbeschouwingen tot in de Kerk doordrongen, of vanuit de Kerk zelf als reactie op christenvervolgingen.
Er zijn altijd grote en kleine groepen geweest die de leerstellingen en het centrale gezag van de kerkelijke hiërarchie verwierpen. Zo waren er groeperingen die het dogma van de goddelijke natuur van Christus verwierpen naast groeperingen die dan weer juist het dogma van de menselijke natuur van Christus verwierpen. Er waren ook groeperingen die de term Christus (gezalfde) gebruikten voor een bepaald geestelijk aspect in ieder mens zelf. Ook waren er joden die Christus aanvaardden als de Messias, maar vasthielden aan de besnijdenis en andere joodse gebruiken. In de hierboven geschetste smeltkroes van Oosterse en Westerse, hellenistische en Latijnse, Perzische en joodse zienswijzen was er veel onderlinge strijd.

## Strijd tussen de verschillende stromingen

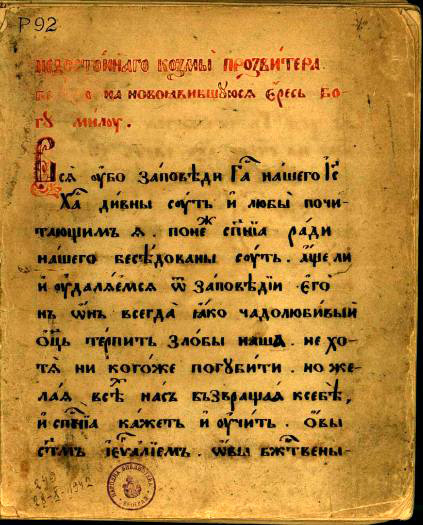
Preek tegen ketterij van de Bogomielen

Bij Ignatius van Antiochië (overleden ca. 110-120) was het begrip ketterij al duidelijk een negatief begrip voor een stelling die niet te verenigen was met de leer van het christendom. Door Irenaeus van Lyon werd in ongeveer het jaar 180 duidelijker inhoud gegeven aan het begrip ketterij (heresie). De kerkvaders, apologeten en kerkleraren produceerden een grote hoeveelheid literatuur, waarin werd gepoogd de uiteenlopende ketters verklaarde leringen (vaak zeer gedetailleerd) te weerleggen. De tot ketters bestempelde gelovigen werden al vóór de tijd van de eerste concilies vervolgd en hun geschriften werden verbrand. Deze vervolging ging, zoals de meeste vervolgingen, in golven en varieerde in wreedheid en intensiteit. Zo waren er ook periodes dat sommige steden zowel een ariaanse als een orthodoxe Kerk hadden, compleet met alle bijbehorende gebouwen. Een voorbeeld is de Italiaanse stad Ravenna, waar van beide stromingen gebouwen bewaard zijn gebleven.
Wanneer heretische christenen zelf de steun van de keizer of de koning kregen, vervolgden zij de orthodoxen vaak op hun beurt. Dit laatste gebeurde met name in het Oost-Romeinse Rijk door eerst de arianen en later de iconoclasten. Zo is de bestrijder van de arianen, Athanasius, herhaaldelijk verbannen geweest en was tijdens zijn leven het Arianisme de staatsgodsdienst. In sommige gebieden hebben (door de Katholieke en/of Oosters-orthodoxe Kerk) heretisch verklaarde theologieën hun dominante positie weten te behouden. Uiteindelijk kreeg de orthodoxie in de meeste gebieden toch weer de overhand en verloren afwijkende stromingen hun aantrekkingskracht of werden soms gewoon uitgeroeid. In de prakijk riep de leermening die uiteindelijk overheerste zichzelf tot orthodoxie uit en brandmerkte de tegenstander als heterodoxie of ketterij.
Tot ca. 1900 was de kennis van de afwijkende opvattingen en leerstellingen uit de begintijd van het christendom alleen bekend uit literatuur van de kerkvaders, kerkleraren en apologeten. Sinds die tijd zijn verschillende vondsten gedaan van teksten, waarin meer of minder afwijkende theologieën voorkomen (met name de vondsten in Nag Hammadi).

### Invloedrijke geschriften tegen heresie
- Adversus Haereses door Irenaeus van Lyon, ontstaan rond 180
- Refutatio Omnium Haeresium door Hippolytus van Rome, ontstaan tussen 212 en 235
- Panarion door Epiphanius van Salamus, ontstaan rond 375
- Diversarum Haereseon Liber door Filastrius van Brescia, ontstaan rond 388
- De haeresibus door Augustinus van Hippo, ontstaan rond 428

## Latere ontwikkeling

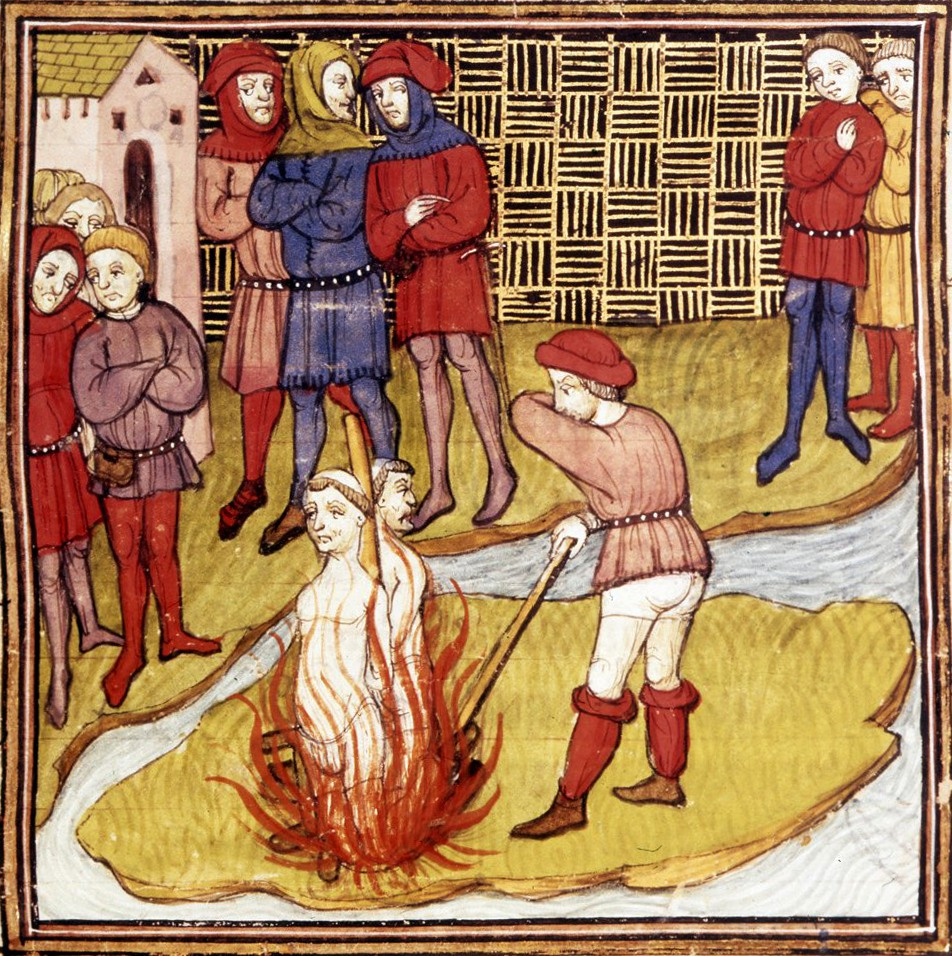
Verbranding van Tempelieren in Parijs in de 14e eeuw

In de middeleeuwen leidde de strijd over opvattingen aangaande de christelijke overtuiging tot de collectieve veroordeling en vervolging van onder meer de Katharen. Het uitbannen van tot ketterij bestempelde opvattingen kreeg vorm in de vervolging van de aanhangers van dergelijke opvattingen door lokale kerken en de wereldlijke macht. In het begin van de 13e eeuw legde keizer Frederik II vast dat op ketterij de doodstraf stond. Paus Gregorius IX stelde het beding dat in zulk geval alleen de Kerk bevoegd zou zijn tot de vaststelling of een ketterij daadwerkelijk voorlag. Vervolgens werd in 1211 op diocesaan niveau de Inquisitie feitelijk opgericht en in 1232 aan de pas opgerichte orde der dominicanen toevertrouwd.
In later tijden kreeg het veroordelen van afwijkende opvattingen echter een steeds meer individueel karakter. Enerzijds werd het propageren van nieuwe ideeën, die tegen traditionele geloofswaarheden indruisen, als ketterij vervolgd. Anderzijds werd de vervolging van de aangeklaagden ook geïnstrumentaliseerd om opvattingen, die bijvoorbeeld machtsmisbruik door kerkelijke of wereldlijke vertegenwoordigers aan de kaak stelden, te neutraliseren. Zij die door de kerkelijke autoriteiten werden aangemerkt als ketters, werden ervan beschuldigd onder invloed te staan van satan (de duivel). Menig veroordeelde werd na een kerkelijk proces aan de wereldlijke autoriteiten overgedragen. De straffen konden sterk variëren: verbeurdverklaring van bezit, doen van boete (bijvoorbeeld bedevaart), verbanning, maar ook in vele gevallen om levend verbrand of zwaar gemarteld te worden.

## Tegenwoordig
De Katholieke Kerk ziet het ook vandaag als haar opdracht de kerkelijke dogma's te bewaken. Daaruit volgt dat zij stelling neemt tegen opvattingen, die indruisen tegen wat zij als orthodox definiëren, waarvan een aantal elementen als onveranderlijk wordt gezien (dogma's). Ook tegenwoordig worden sommige opvattingen als dwalingen, fouten of vergissingen beschouwd. Indien dergelijke opvattingen worden verkondigd door leden van de kerk, reageren de kerkelijke gezagsdragers met het aangaan van het debat of het uitvoeren van disciplinaire maatregelen. In laatste instantie kan sprake zijn van impliciete of expliciete excommunicatie.
In het protestantisme speelt het begrip ketterij nauwelijks een rol meer.
Tegenwoordig hebben zich, zowel vanuit het protestantisme als vanuit het katholicisme nieuwe groepen ontwikkeld die soms als erfgenamen van de oude heterodoxe stromingen willen worden gezien. De belangrijkste van deze stromingen is de neognostiek. Sinds de vondsten in Nag Hammadi is een duidelijk aanwezige neognostische beweging ontstaan.
Daarnaast moet de herleving van ariaanse ideeën worden genoemd, vooral onder modernistische theologen.

## Door de Katholieke Kerk als ketters veroordeelde stromingen
- Adoptianisme (2e eeuw)
- Apollinarisme (4e eeuw)
- Arianisme (4e eeuw)
- Docetisme (1e-4e eeuw)
- Donatisme (4e eeuw)
- Gnostiek (Gnosis en Gnosticisme)
- Indifferentisme (19e-20e eeuw)
- Jansenisme (17e-18e eeuw)
- Katharisme (Middeleeuwen)
- Manicheïsme (3e-4e eeuw)
- Marcionisme (2e eeuw)
- Modernisme (19e-20e eeuw)
- Monarchianisme
- Monofysitisme (5e eeuw)
- Monotheletisme
- Nestorianisme (5e eeuw)
- Pantheisme
- Pelagianisme (4e-5e eeuw)
- Pneumatomachisme
- Quartodecimanen (1e-4e eeuw)
- Sabellianisme (Modalisme)
- Waldenzen (Middeleeuwen)

## Tot ketter verklaarde personen

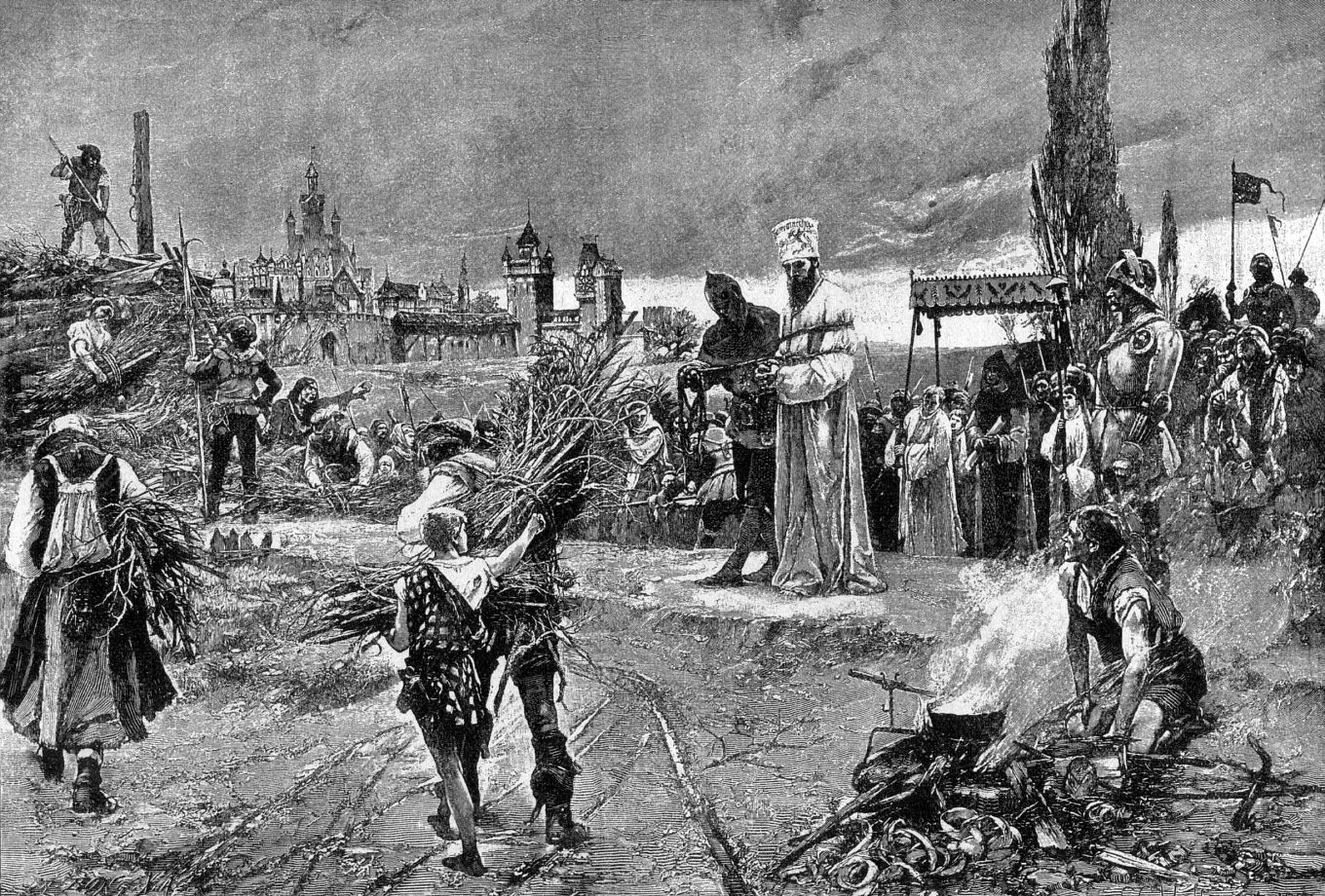
Verbranding van Jan Hus in 1415

### Door de Katholieke Kerk tot ketter verklaard
- Pelagius (?360-?435)
- Johannes Scotus (800-877)
- Tanchelm (? - 1115)
- Guglielma la Boema (ca. 1210-1281)
- Siger van Brabant (1235/1240 - tussen 1278 en 1284)
- John Wyclif (1320-1384)
- Jan Hus (1369/1370 –  1415)
- Jeanne d'Arc (1412-1431) (gerehabiliteerd en gecanoniseerd)
- Maarten Luther (1483-1546)
- Jan de Bakker (1499-1525)
- Johannes Calvijn (1509 - 1564)
- Giordano Bruno (1548-1600)
- Galileo Galilei (1564-1642) (gerehabiliteerd)

### Door de Katholieke Kerk en door het calvinisme tot ketter verklaard
- Michael Servet